# Manuel María de Sanlúcar Díaz de Bedoya
Manuel María de Sanlúcar Díaz de Bedoya (Sanlúcar de Barrameda, Cádiz, 9 de febrero de 1781 - Santiago de Compostela, 26 de diciembre de 1851) fue un predicador y obispo capuchino español.
Nacido Tomás Díaz de Bedoya, siendo estudiante de medicina, vistió el hábito capuchino en la Provincia de Andalucía el año 1801. Fue insigne predicador de misiones populares en los años en torno a la guerra de la Independencia, así en España como en Cuba, México y Puerto Rico. Se le confiaron diversos oficios como misionero apostólico de la Orden de Capuchinos, examinador sinodal de Sevilla, Granada y Cuba, y de varios obispados de España e Indias. El 4 de abril de 1825 fue nombrado por León XII obispo titular de Cydonia y auxiliar del también capuchino Manuel José Anguita Téllez, arzobispo de Santiago de Compostela. Fue arrestado por orden del Gobierno en 1835 y durante nueve años sufrió cárcel y destierro. Pudo volver en 1844 a su puesto junto al arzobispo. Murió en 1851.
Manuel M.ª de Sanlúcar Díaz de Bedoya publicó algunas obras ascéticas y piadosas, entre ellas:
- Nuevo Marial, 4 vols., Santiago, 1831.
- Nueva Josefina, 2 vols., Santiago, 1830-31, donde canta las grandezas de San José.
- Dulcísimo nombre de Jesús, Santiago, 1831.